# Alice Levine
Alice Esme Levine, född 8 juli 1986, är en engelsk radio- och tv-presentatör, berättare och komiker. Hon var en av programledarna för podcasten My Dad Wrote a Porno, som publicerades åren 2015 till 2022.

## Biografi
Alice Levine föddes i Beeston, Nottinghamshire, och gick i skola på Alderman White School i Bramcote.
Hon fortsatte sedan med studier i engelska vid University of Leeds, där hon lärde känna Jamie Morton och James Cooper, som senare blev medprogramledare i My Dad Wrote a Porno. Hon var engagerad i universitetets TV-station, Leeds Student Television, och hon utsågs till "Bästa kvinna framför kameran" vid den nationella tävlingen för TV-stationer vid universitet, National Student Television Awards 2008.
Hennes första insats på rikstäckande TV var att vara värd för Celebrity Bites för MTV, vilket senare ledde till andra program inklusive täckning av MTV:s musikprisgala Europe Music Awards. Det har också följts upp med henne som intervjuare på röda mattan vid till exempel Bafta och Brit Awards.
Hon har arbetat för produktioner som Big Brother, dels i spinoff program och som berättarröst, men även fortsatt som radiopratare. Hon är en av de tre medskaparna till podcasten My Dad Wrote a Porno, som var ute på världsturné och sändes mellan 2015 och 2022. Hon har varit med i panelshower som Would I Lie to You?, QI, Room 101 och 8 Out of 10 Cats. År 2018 var hon en av de tävlande i TV-programmet Bäst i test England.
Förutom radio- och TV-underhållning har hon grundat mat- och livsstilsvarumärket, Jackson & Levine, tillsammans med Laura Jackson. Tillsammans är de dessutom matkrönikörer för Marie Claire, deltar i månadskolumnen Food Club med Jackson för magasinet Company, och har skrivit en bok.